# South Bank Road

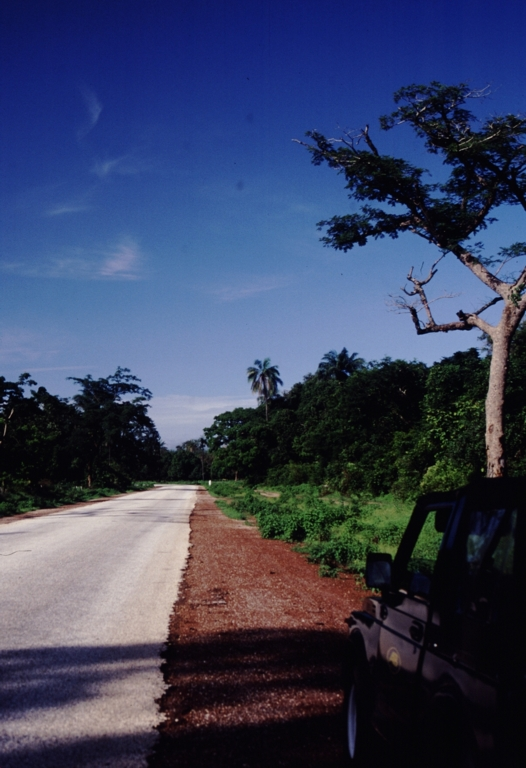
In der Nähe von Somita

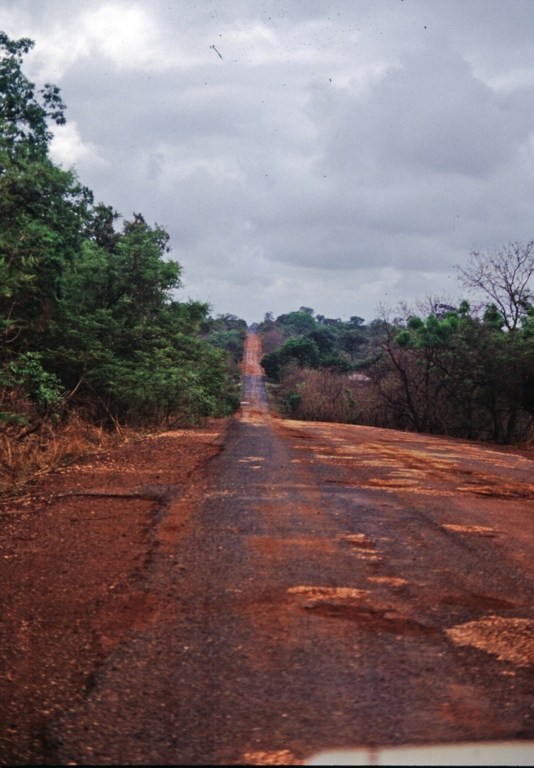
Zwischen Soma und Janjanbureh

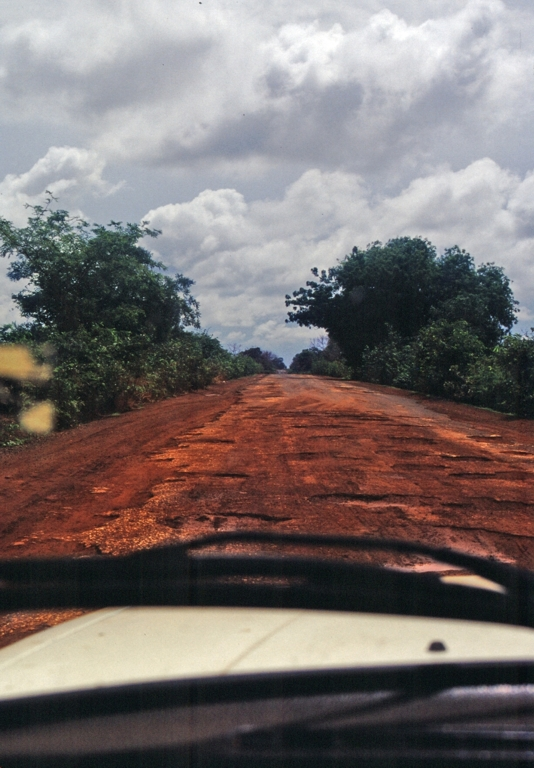
Zwischen Soma und Janjanbureh

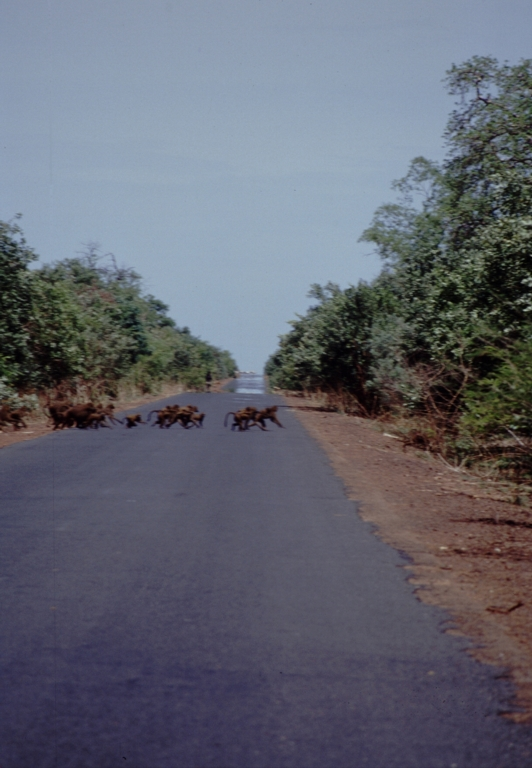
In der Nähe von Bansang

Die South Bank Road oder auch Main South Bank Road (deutsch Süduferstraße) ist die wichtigste Fernstraße in dem westafrikanischen Staat Gambia.

## Beschreibung
Gambia ist ein schmaler langer Staat und folgt in Länge von etwa 480 Kilometern dem Verlauf des Gambia-Flusses in Westafrika von Osten nach Westen. Zu beiden Seiten gibt es einen Landstreifen, der 6 bis 26 Kilometer breit ist. Früher war der Fluss der wichtigste Transportweg in dieser Region. Bis in der Mitte der 1980er gab es noch eine größere Personenfähre – die Lady Chilel Jawara, die den Fluss befuhr. Als sie gesunken war, verlagerte sich der Fernverkehr komplett auf die South Bank Road.
Die South Bank Road verbindet die Kombo-St. Mary Area in der Küstenregion mit allen Landesteilen bis zu der größten Stadt Basse Santa Su im Osten. An der Küste befinden sich die Hauptstadt Banjul und die größte Stadt Serekunda, die das wirtschaftliche Zentrum des Landes bildet.
Der 29 Kilometer lange Streckenabschnitt Serekunda–Mandina Ba wurde 1998 modernisiert.
Es gibt auch noch auf dem nördlichen Ufer des Gambia-Flusses die North Bank Road, diese ist inzwischen in deutlich besserem Zustand als die South Bank Road.
Selbst die South Bank Road ist nicht komplett asphaltiert und weist erhebliche Beschädigungen auf. Sie gilt inzwischen als sehr schlecht befahrbar (Stand Juli 2007). Der Fernverkehr nimmt alternativ in Kauf, den Fluss zwei Mal mit der Fähre zu überqueren. Die Kharafi Construction Company begann schon im zweiten Halbjahr 2006 die Straße zu erneuern. Ein Teil der Umleitungen brachten aber in der Regenzeit 2007 erhebliche Behinderungen, so ist die Baustelle bei der Bulok Bridge im August 2007 unpassierbar geworden.

## Verlauf
Die wichtigsten Städte an der Straße sind:
- West Coast Region
  - Serekunda
  - Wellingara
  - Abuko mit dem Abuko Nature Reserve
  - Lamin
  - Yundum mit dem Banjul International Airport
  - Busumbala
    - Zwischen diesen beiden Städten geht eine wichtige Straße in südwestlicher Richtung nach Gunjur.

  - Brikama
  - Madina Ba, ab hier eine Hauptstraße nach südlich nach Ziguinchor in der senegalesischen Region Casamance.
  - Kuloro
  - Pirang
  - Faraba Banta
  - Sotokoi
  - Bulok Bridge
  - Bulok
  - Sutusinjang
  - Bessi
  - Somita
  - Sibanor
  - Bwiam, hier liegt das Bwiam General Hospital
  - Sanajor
  - Kalagi
  - Brumen Bridge
- Lower River Region
  - Sankandi
  - Dumbutu, hier gibt es eine Abzweigung zum Kiang West National Park.
  - Wurokang
  - Kwinella, hier geht eine Abzweigung nach Tendaba.
  - Bambaka
  - Nema
  - Kunong Maria
  - Nema Kuta
  - Genieri
  - Kaiaf
  - Soma, hier kreuzt der Trans-Gambia Highway, in Senegal als Transgambienne oder N 4 bekannt, die South Bank Road. Der Trans-Gambia Highway verbindet mit Hilfe einer Fährverbindung zwischen Farafenni am Nordufer und Soma den nördlichen Senegal mit der südsenegalesischen Casamance. Es wird schon lange geplant, dass hier eine Brücke den Fluss überquert. So lange muss eine Flussfähre die Nord-Süd-Verbindung aufrechterhalten.
  - Karantaba
  - Dongoro Ba
  - Pakali Ba
  - Sofanyama Bridge
- Central River Region
  - Choya
  - Dalaba
  - Kumbaney
  - Jarreng
  - Sotokoi
  - Kundang
  - Jakhaly
  - Madina Umfally
  - Brikama Ba
  - Taifa Saikou
  - Fula Bantang
  - Yero Beri Kunda
  - Sankulay Kunda hier geht es nach Janjanbureh, wo auch die North Bank Road die South Bank Road trifft.
  - Bansang
  - Bantanto
- Upper River Region
  - Bakadaji
  - Hela Kunda Bridge
  - Hela Kunda
  - Sotuma Sere
  - Sotuma Bridge
  - Kanube
  - Allunhari
  - Basse Santa Su, hier geht eine Hauptstraße nach Süden zu der senegalesischen Stadt Vélingara.
  - Kaba Kama
  - Mansajang Kunda
  - Chamoi Bridge
  - Chamoi
  - Sare Alpha
  - Sare Alpha Bridge
  - Sudowol
  - Fatoto, hier vereinigt sich ungefähr zehn Kilometer vor dem Landesende die North mit der South Bank Road.